# Stenogrammitis oosora
Stenogrammitis oosora är en stensöteväxtart som först beskrevs av Bak., och fick sitt nu gällande namn av Paulo Henrique Labiak. Stenogrammitis oosora ingår i släktet Stenogrammitis och familjen Polypodiaceae. Inga underarter finns listade.